# El Mosquito, Veracruz
El Mosquito är en ort i Mexiko.   Den ligger i kommunen Isla och delstaten Veracruz, i den sydöstra delen av landet, 400 km öster om huvudstaden Mexico City. El Mosquito ligger 15 meter över havet och antalet invånare är 145.
Terrängen runt El Mosquito är mycket platt. Runt El Mosquito är det ganska tätbefolkat, med 52 invånare per kvadratkilometer. Närmaste större samhälle är Tesechoacan, 5,8 km väster om El Mosquito. Trakten runt El Mosquito består till största delen av jordbruksmark.